# The Devil’s Hour
The Devil’s Hour (deutsch Die Stunde des Teufels) ist eine britische Drama-Thriller-Fernsehserie, die von Tom Moran entwickelt und von Steven Moffat über seine Produktionsfirma Hartswood Films produziert wird. Die Serie besteht aus sechs Episoden und feierte ihre Premiere am 28. Oktober 2022 auf Amazon Prime Video. Im November 2022 wurde die Serie für eine zweite und dritte Staffel verlängert. Am 18. Oktober 2024 wurde auf Amazon Prime die zweite Staffel veröffentlicht.

## Inhalt
Lucy ist eine Sozialarbeiterin, die mit Familien- und Beziehungsproblemen zu kämpfen hat. Sie wacht jede Nacht um genau 3:33 Uhr auf, nachdem sie während der sogenannten Teufelsstunde zwischen 3 und 4 Uhr morgens schreckliche Visionen erlebt hat. Lucys achtjähriger Sohn ist verschlossen und emotionslos. Ihre Mutter spricht mit leeren Stühlen. Ihr Haus wird von den Echos eines Lebens heimgesucht, die nicht ihr eigenes sind. Lucys Name wird auf unerklärliche Weise mit einer Reihe von brutalen Morden in der Gegend in Verbindung gebracht, und sie wird in die Jagd nach einem Serienmörder hineingezogen.

## Besetzung und Synchronisation
Für die deutsche Synchronisation ist für die Dialogregie und das Dialogbuch Dr. Michael Nowka verantwortlich.
| Rolle           | Schauspieler     | Synchronsprecher  |
| Hauptrollen     | Hauptrollen      | Hauptrollen       |
| --------------- | ---------------- | ----------------- |
| Lucy Chambers   | Jessica Raine    | Ranja Bonalana    |
| Gideon Shepherd | Peter Capaldi    | K. Dieter Klebsch |
| DI Ravi Dhillon | Nikesh Patel     | Roman Wolko       |
| DS Nick Holness | Alex Ferns       | Viktor Neumann    |
| Mike Stevens    | Phil Dunster     | Dennis Herrmann   |
| Isaac Stevens   | Benjamin Chivers | Mika Hinz         |

## Episoden

### Staffel 1
| Nr. (ges.) | Nr. (St.) | Deutscher Titel      | Originaltitel                      | Erstausstrahlung (UK) | Deutschsprachige Erstveröffentlichung (D/A/CH) | Regie                       | Drehbuch  |
| ---------- | --------- | -------------------- | ---------------------------------- | --------------------- | ---------------------------------------------- | --------------------------- | --------- |
| 1          | 1         | 3.33                 | 3.33                               | 28. Okt. 2022         | 28. Okt. 2022                                  | Johnny Allan, Isabelle Sieb | Tom Moran |
| 2          | 2         | Wo ist Lucy Chambers | The Velveteen Rabbit               | 28. Okt. 2022         | 28. Okt. 2022                                  | Johnny Allan, Isabelle Sieb | Tom Moran |
| 3          | 3         | Das geheime Haus     | Tchaikovsky                        | 28. Okt. 2022         | 28. Okt. 2022                                  | Johnny Allan, Isabelle Sieb | Tom Moran |
| 4          | 4         | Speed Kings          | After The Storm                    | 28. Okt. 2022         | 28. Okt. 2022                                  | Johnny Allan, Isabelle Sieb | Tom Moran |
| 5          | 5         | Gefasst              | The Half Of Ourselves We Have Lost | 28. Okt. 2022         | 28. Okt. 2022                                  | Johnny Allan, Isabelle Sieb | Tom Moran |
| 6          | 6         | Die Wahrheit         | Amor Fati                          | 28. Okt. 2022         | 28. Okt. 2022                                  | Johnny Allan, Isabelle Sieb | Tom Moran |

### Staffel 2
| Nr. (ges.) | Nr. (St.) | Deutscher Titel             | Originaltitel              | Erstausstrahlung (UK) | Deutschsprachige Erstveröffentlichung (D/A/CH) | Regie             | Drehbuch  |
| ---------- | --------- | --------------------------- | -------------------------- | --------------------- | ---------------------------------------------- | ----------------- | --------- |
| 7          | 1         | Zurück in die Vergangenheit | DI Chambers                | 18. Okt. 2024         | 18. Okt. 2024                                  | Johnny Allan      | Tom Moran |
| 8          | 2         | Der gelbe Hoodie            | Red Lines                  | 18. Okt. 2024         | 18. Okt. 2024                                  | Johnny Allan      | Tom Moran |
| 9          | 3         | Überlebenskampf             | Something Beginning With D | 18. Okt. 2024         | 18. Okt. 2024                                  | Shaun James Grant | Tom Moran |
| 10         | 4         | Dem Killer auf der Spur     | Far Away                   | 18. Okt. 2024         | 18. Okt. 2024                                  | Shaun James Grant | Tom Moran |
| 11         | 5         | Showdown                    | Birth of a Tragedy         | 18. Okt. 2024         | 18. Okt. 2024                                  | Johnny Allan      | Tom Moran |

## Produktion

### Entwicklung
Im Dezember 2019 wurde bekannt, dass Tom Moran The Devil’s Hour für Amazon entwickelt. Im Juni 2021 wurde bekannt gegeben, dass Amazon grünes Licht für die Serie gegeben hat. Die Serie wird von Tom Moran geschrieben, entwickelt und produziert. Steven Moffat und Sue Vertue sind auch ausführende Produzenten der Serie. Die Serie wird von Hartswood Films produziert. Johnny Allan und Isabelle Sieb führen bei den Episoden der Serie Regie.

### Casting
Mitte Juni 2021 wurden Jessica Raine und Peter Capaldi für die Hauptrollen gecastet. Außerdem wurden Nikesh Patel, Meera Syal, Alex Ferns, Phil Dunster, Barbara Marten, Thomas Dominique, Rhiannon Harper-Rafferty, John Alastair, Sandra Huggett und Benjamin Chivers besetzt.

### Titelsequenz
Die Titelsequenz ist eine stilisierte Interpretation eines „Wirbels“, mit kaleidoskopischen Effekten und hellen Farbüberlagerungen. Es wurde in London von Peter Anderson Studio hergestellt.

### Musik
Die Filmmusik der Serie wurde von The Newton Brothers komponiert, und das Soundtrack-Album wurde am 28. Oktober, dem gleichen Tag wie die Serie, veröffentlicht.

## Veröffentlichung
The Devil’s Hour feierte am 28. Oktober 2022 auf Amazon Prime Video Premiere mit den sechs Episoden der ersten Staffel.

## Rezeption
Auf Rotten Tomatoes sind 95 % von 19 Kritikerbewertungen positiv, mit einer durchschnittlichen Bewertung von 7/10. Auf Metacritic hat die Serie eine Punktzahl von 71 basierend auf Bewertungen von 5 Kritikern, was auf „allgemein positive Bewertungen“ hinweist.
Lucy Mangan von The Guardian bewertete die erste Folge mit vier von fünf Sternen und lobte die Leistungen von Raine und Capaldi. Amanda Whiting von The Independent gab den ersten beiden Episoden vier von fünf Sternen und bezeichnete sie als „gespenstisch“. Jasper Rees vom The Daily Telegraph gab der ersten Staffel drei Sterne und bemerkte: „Die Auflösung und die schillernde Rolle von Raine als Figur, die in einem Horror-Mysterium gefangen ist, sind sicherlich ein Genuss. Aber einige werden vielleicht finden, dass die Befriedigung zu lange aufgeschoben wird.“
Martin Carr von der Radio Times gab der Serie ebenfalls drei Sterne und schrieb: „The Devil’s Hour schafft es nicht, alle Puzzleteile zusammenzufügen und den Zuschauer zufriedenzustellen. Der Aufbau der Serie vermittelt das Gefühl eines Sammelsuriums, das die Zuschauer zweimal überlegen lässt, bevor sie wertvolle Zeit in diesen verworrenen Komplex investieren.“